# Мельничук Василь Олексійович
Мельничу́к Васи́ль Олексі́йович (* 20 квітня 1952, с. Саджавка, Надвірнянський район, Івано-Франківська область, Українська РСР, СРСР — † 26 травня 2014)— генеральний директор Укрзалізниці у період з 29 грудня 2007 по 17 грудня 2008 р.

## Життєпис
Народився 20 квітня 1952 (с. Саджавка, Надвірнянський район, Івано-Франківська область).
1970 — закінчив Чернівецький технікум залізничного транспорту.
Дніпропетровський національний університет залізничного транспорту.

## Кар'єра
З 1970 — оглядач вагонів на станції Чоп, служба в армії, старший оглядач вагонів на станції Бурштин, студент Дніпропетровського інституту залізничного транспорту, майстер, інженер-технолог, начальник пункту техобслуговування вагонів, заступник начальника депо (Коломия).
1985—1988 — начальник вагонного депо станції Стрий.
З 1988 — заступник начальника відділу, З 1990 — заступник головного ревізора з безпеки руху на Львівській залізниці.
З 1993 — начальник Львівського держпідприємства з перевезення вантажів і пасажирів.
1996—2000 — начальник Івано-Франківського відділу Львівської залізниці — заступник начальника Львівської залізниці.
З 2000 — начальник Головного управління вагонного господарства «Укрзалізниці», директор ДП матеріально-технічного забезпечення «Укрзалізниці» «Укрзалізничпостач».
06.2004-06.05 — заступник гендиректора Державної адміністрації залізничного транспорту.
З 08.2005 — начальник Головного управління безпеки руху і екології — головний ревізор з безпеки руху поїздів та автотранспорту Державної адміністрації залізничного транспорту України.
29.12.2007-17.12.08 — генеральний директор Державної адміністрації залізничного транспорту України
з 2 квітня 2009 — радник Прем'єр-міністра України

## Родина
Батько Олексій Якович (1927—2004) — залізничник; мати Ганна Михайлівна (1923—1983) — колгоспниця; дружина Тетяна; сини Андрій і Василь. *Та у сина Василь є дитина *Мирон Мельничук Васильович*

## Відзнаки
Почесна грамота КМ України (04.2002).